# Serge Mimpo
Serge Mimpo-Tsintsémé, né le 6 février 1974 à Ndom (Cameroun), est un footballeur international camerounais. Il a fait partie de l'Équipe du Cameroun de football, médaille d'or lors des Jeux olympiques d'été de 2000 à Sydney.

## Biographie

### Carrière de joueur
Joueur du Canon Yaoundé, Mimpo tente une première fois sa chance en Grèce au Panachaïkí, entre 1996 et 1998. Sélectionné pour les Jeux olympiques d'été de 2000 de Sydney, il y remporte la médaille d'or. Après cela, il retourne en Grèce, à l'Ethnikos Asteras où il reste trois saisons. 
Il vient ensuite en France, jouant au Paris FC de 2003 à 2009, en CFA puis en National. Puis il joue un an au FCM Aubervilliers. Serge joue actuellement au club de l'USA Clichy en région parisienne qui joue en DHR.

### Carrière d'entraîneur
Le 4 août 2022, il est nommé au poste d'entraineur adjoint de l'équipe du Cameroun des moins de 17 ans de football par la FECAFOOT. Il est associé à Jean-Pierre Fiala, l'entraîneur principal.

## Palmarès
- Champion olympique en 2000 avec le Cameroun
- Champion de 1er Division en 2012 avec l'USA Clichy
- Champion d'Excellence 2013 avec l'USA Clichy